# St.-Johannis-Kirche (Soltau)

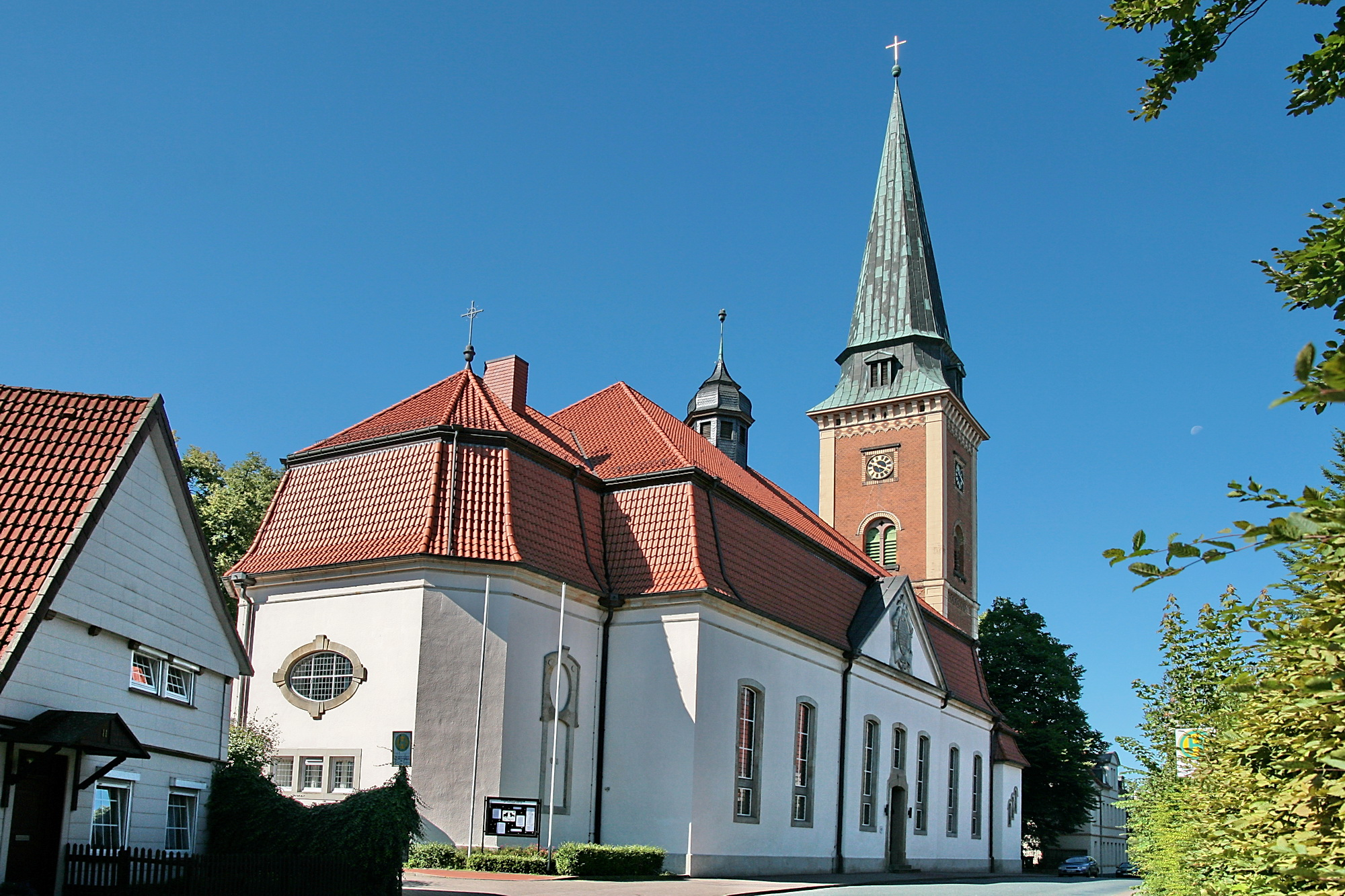
St.-Johannis-Kirche

Die St.-Johannis-Kirche ist die älteste evangelisch-lutherische Kirche in Soltau.

## Geschichte

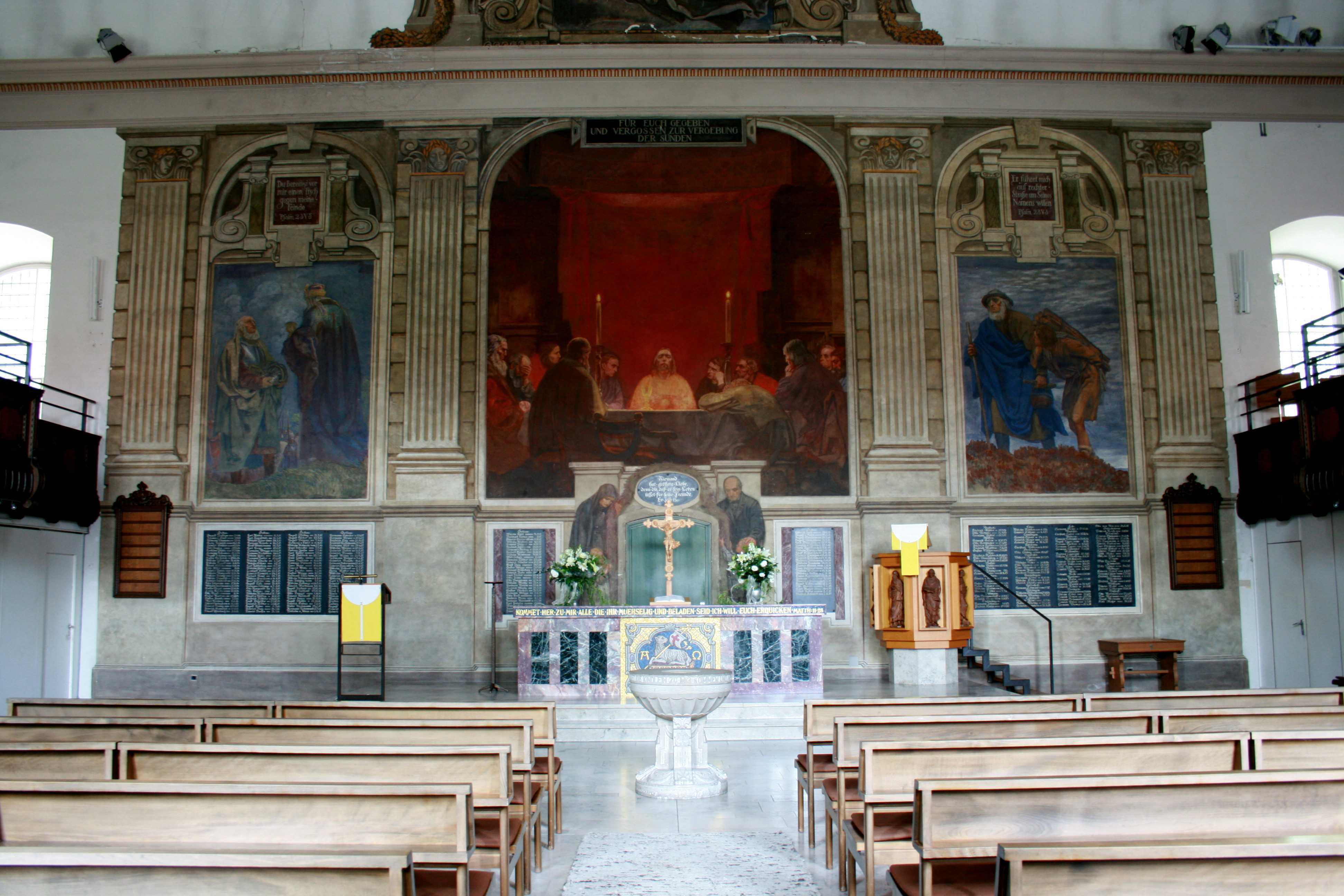
Innenansicht, Blick auf den Altar

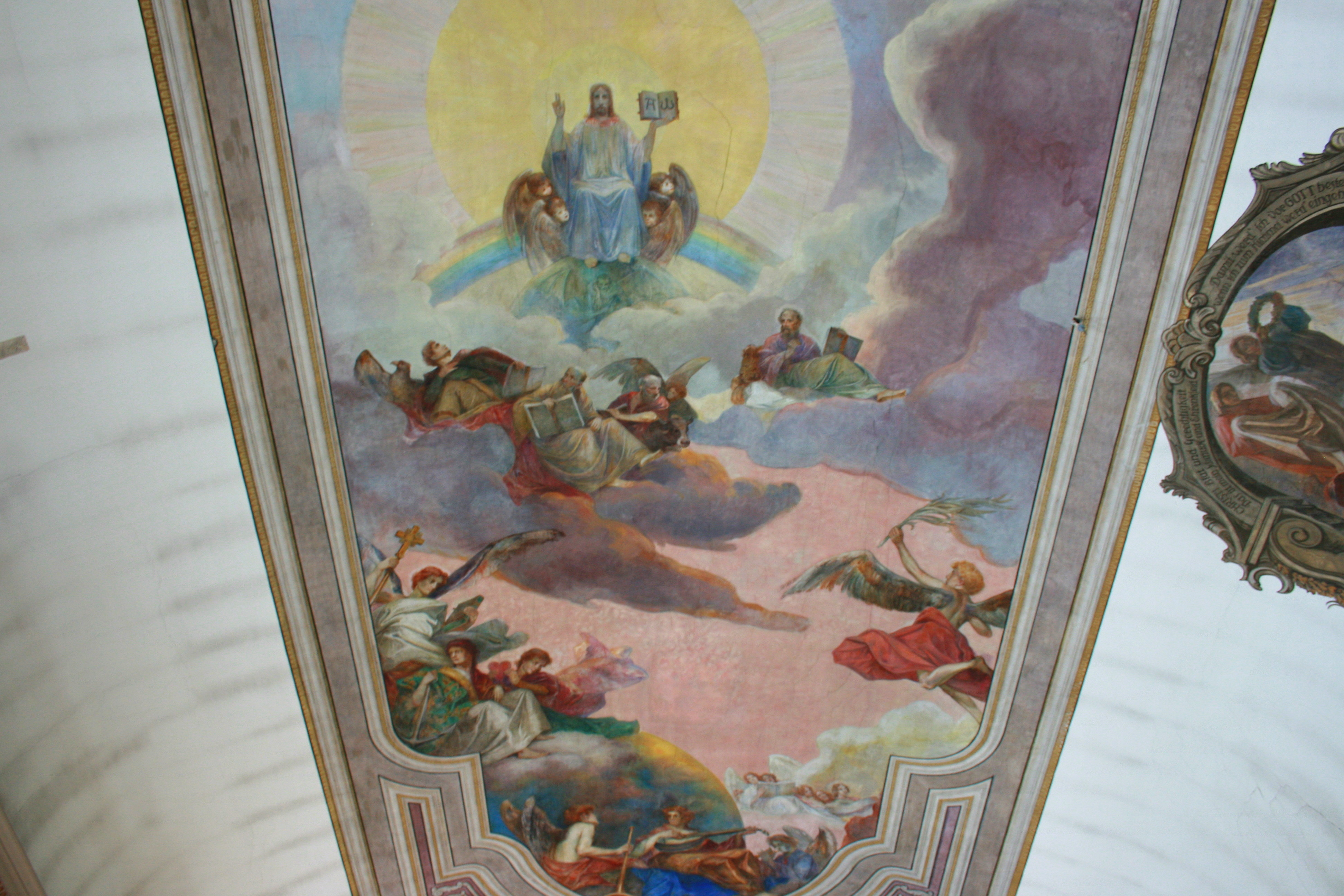
Deckengemälde

Die Kirche trägt den Namen Johannes des Täufers, vermutlich weil sich hinter der Kirche eine alte Taufstelle befand. Die früheste urkundliche Erwähnung ist aus dem Jahr 1464 erhalten. St. Johannis ist damit die älteste Kirche Soltaus. Während zuvor noch eine Holzkirche namens Sante Johannis Baptista an der heutigen Stelle stand, vermutlich bereits um 830 gebaut und 1304 erstmals erwähnt, wurde im Jahr 1463 ein Steinbau errichtet, der 1597 noch einmal erweitert wurde. Im Jahr 1755 wurde der Bau abgerissen und durch eine spätbarocke Saalkirche ersetzt. Ein Turm kam 1849/50 dazu. In der Weihnachtsnacht 1906 brannte die Kirche vollständig aus, nur die Außenmauern blieben stehen. Anschließend wurde sie innerhalb von zwei Jahren nach den Plänen des Architekten Eduard Wendebourg im neubarocken Stil wieder aufgebaut und hat sich bis heute nicht wesentlich verändert. Das Deckengemälde (1908) stammt von Carl Wiederhold; das Altarwandgemälde schuf Rudolf Schäfer 1921 als Denkmal für die im Ersten Weltkrieg gefallenen Mitglieder der Soltauer Kirchengemeinde. Der Turm ist 68 m hoch.
In den Jahren 1972/73 wurde der Kirchenraum umgestaltet. Der Innenraum bot ursprünglich über 1000 Sitzplätze, mit der Zeit war er aber zu groß geworden und wurde verkleinert und renoviert. Zusätzlich wurden sieben Gemeinderäume eingebaut und der Altar von seinem Platz im östlichen Chorraum an die Südwand verlegt, wo er auch schon vor dem Wiederaufbau 1908 gestanden hatte.
Heute gehören rund 6400 Mitglieder zur Gemeinde. Schwerpunkte in der Gemeindearbeit sind die Kirchenmusik sowie die Kinder- und Jugendarbeit.

## Ausstattung

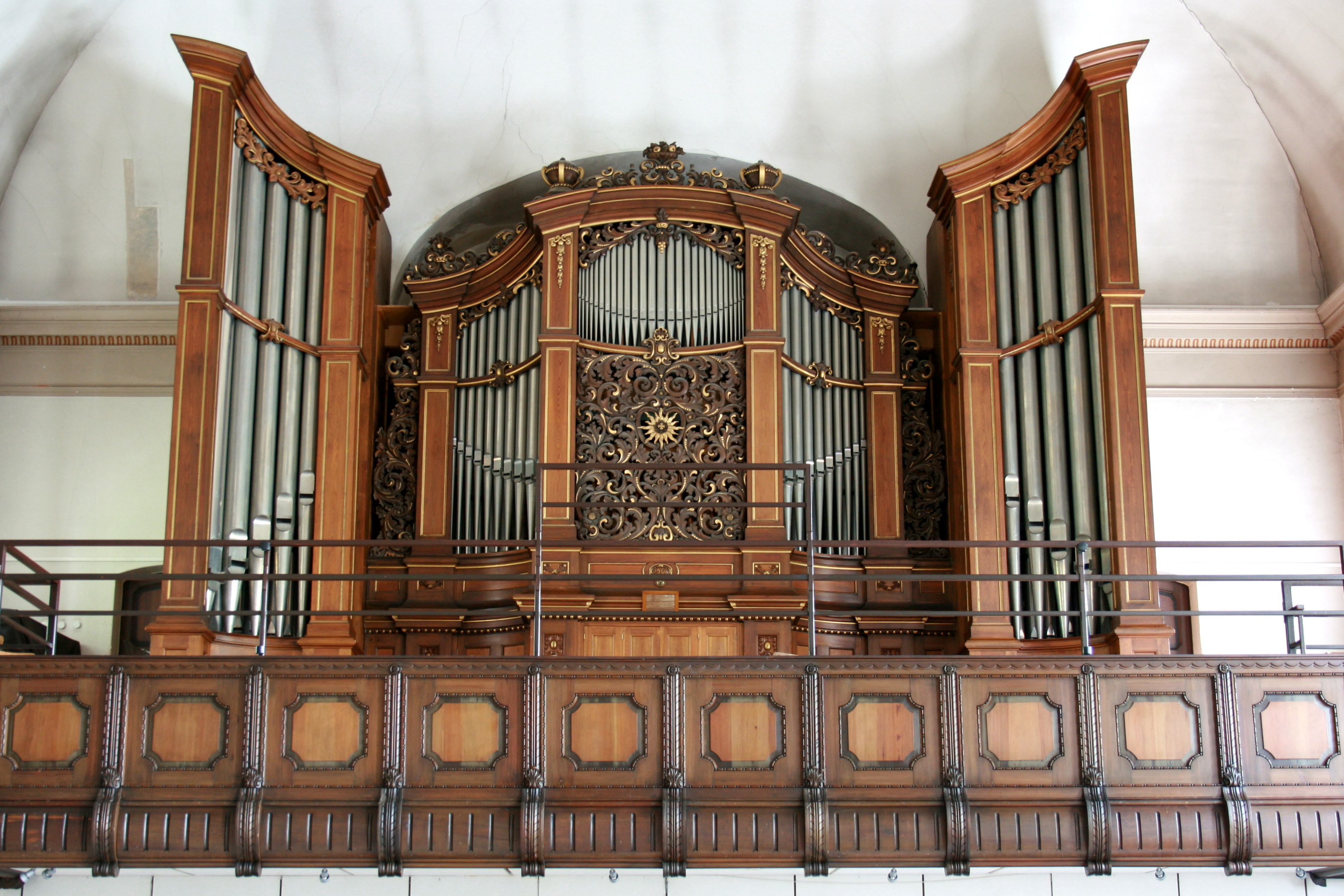
Orgelprospekt

Die Orgel wurde 1968 von Orgelbau Hammer (Hannover) erbaut; das Gehäuse stammt von der Vorgängerorgel (Furtwängler & Hammer, 1908) und wurde seitlich um Pedaltürme erweitert. Das Instrument hat 40 Register auf drei Manualwerken und Pedal. Die Spieltrakturen sind mechanisch, die Registertrakturen sind elektrisch.
| I Hauptwerk C–g3 |                 |        |
| 1.               | Gedacktpommer 0 | 16′    |
| 2.               | Principal       | 08′    |
| 3.               | Spillpfeife     | 08′    |
| 4.               | Octave          | 04′    |
| 5.               | Koppelflöte     | 04′    |
| 6.               | Quinte 0        | 02 ⁄3′ |
| 7.               | Oktave          | 02′    |
| 8.               | Mixtur V–VII    |        |
| 9.               | Mixtur III      |        |
| 10.              | Trompete        | 08′    |

| II Oberwerk C–g3 |                   |        |
| 11.              | Rohrflöte         | 08′    |
| 12.              | Quintade          | 08′    |
| 13.              | Principal         | 04′    |
| 14.              | Spitzgedackt      | 04′    |
| 15.              | Waldflöte         | 02′    |
| 16.              | Quinte 0          | 01 ⁄3′ |
| 17.              | Sesquialtera II 0 |        |
| 18.              | Scharff IV–V      |        |
| 19.              | Oberton II        |        |
| 20.              | Dulcian           | 16′    |
| 21.              | Krummhorn         | 08′    |
|                  | Tremulant         |        |

| III Brustwerk C–g3 |                |     |
| 22.                | Holzgedeckt    | 08′ |
| 23.                | Gedacktflöte 0 | 04′ |
| 24.                | Principal      | 02′ |
| 25.                | Sifflöte       | 01′ |
| 26.                | Terzian II     |     |
| 27.                | Cymbel III     |     |
| 28.                | Vox humana     | 08′ |
|                    | Tremulant      |     |

| Pedal C–f1 |                  |     |
| 29.        | Principal        | 16′ |
| 30.        | Subbass          | 16′ |
| 31.        | Oktave           | 08′ |
| 32.        | Gedackt          | 08′ |
| 33.        | Oktave           | 04′ |
| 34.        | Holzflöte        | 04′ |
| 35.        | Nachthorn        | 02′ |
| 36.        | Mixtur VI        |     |
| 37.        | Glockenton III 0 |     |
| 38.        | Posaune          | 16′ |
| 39.        | Trompete         | 08′ |
| 40.        | Clarine          | 08′ |

- Koppeln: II/I, III/I, I/P, II/P, III/P
- Zimbelstern